# Barthélémy de Theux de Meylandt
Barthélemy Théodore, Comte de Theux de Meylandt  fou un polític belga de tendència catòlica. Fill de Joseph-Mathieu-Jacques i Marie-Antoinette-Joseph de Wezeren va néixer al castell de Schabroek, Sint-Truiden al principat de Lieja, el 26 de febrer de 1794 i va morir al castell Meylandt, Heusden-Zolder, el 21 d'agost de 1874.

## Primers anys
El 1815, quan va rebre el seu doctorat en Dret a Brussel·les, el Principat de Lieja es va unir (des de 1815) al Regne Unit dels Països Baixos, dirigit per la Casa d'Orange-Nassau, en la persona del protestant Guillem I. Va esdevenir advocat de la família Merode, concretament de Félix de Mérode, una de les principals figures del Partit Catòlic. Amb ell, va viure a les províncies de Lieja i Limburg l'agitació política que es va desenvolupar el 1829, com el «moviment de peticions per a la reparació de la injustícia».
Tot i això, la seva carrera va començar amb l'inici de la Revolució belga de 1830 i la proclamació de la creació de l'estat belga el novembre de 1830. Va ser elegit diputat per a Hasselt al Congrés Nacional.

## Diputat al Congrés Nacional

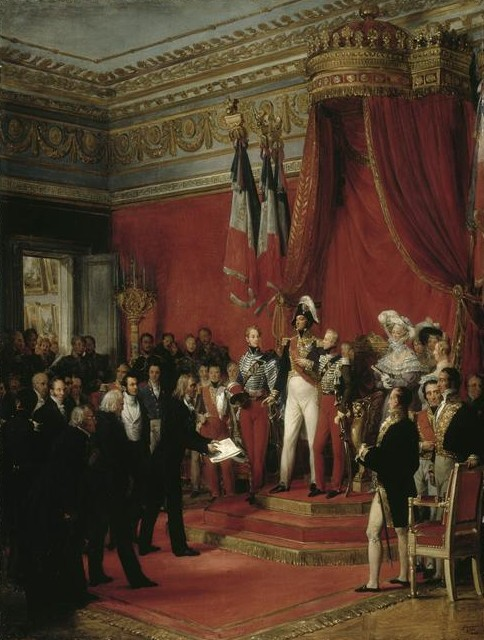
Lluís Felip refusant la corona belga.

Lluís Felip I de França es va negar a representar la corona de Bèlgica. Ràpidament va ser conegut per les seves posicions de violència contra la Casa d'Orange-Nassau, en favor de l'adopció d'una monarquia constitucional i un sistema bicameral i també, fidel als catòlics, de la independència del clergat de l'Estat i una major llibertat acadèmica.
Una vegada redactada la Constitució de Bèlgica pel congrés, escolliren un monarca. Aquesta elecció fou crucial perquè, encara que la gran majoria preferien un monarca francès, això enfurismava el Regne Unit.
Aquestes tensions podrien haver soscavat el consens internacional sobre la creació del nou regne. Meylandt, per tant, va optar per oposar-se a l'elecció de Lluís d'Orleans, duc de Nemours, el segon fill de Lluís Felip I de França pel Congrés del febrer de 1831. El duc de Nemours va rebutjar la corona a causa de l'oposició britànica. En resposta al moment d'incertesa que es va produir, el Congrés va respondre amb l'elecció d'un regent el 24 de febrer de 1831. Els principals candidats en aquesta elecció van ser el president de l'assemblea Érasme-Louis Surlet de Chokier, clarament pro-francès, i Félix de Mérode, més moderat. Meylandt va donar suport a la candidatura de Félix de Mérode, tot i que finalment fou derrotat.

## Elecció de Leopold I
La posició de Surlet Chokier, però, estava destinada a fracassar contra la intransigència britànica. D'aquesta manera, Meylandt podria recuperar un paper polític central, com Félix de Mérode. El 4 de juny de 1931 Leopold de Saxònia-Coburg Gotha va ser elegit com a nou governant. El 9 de juliol també va donar suport al Tractat dels XVIII articles, negociat pel nou monarca.
La fase de creació del nou regne va acabar amb la dissolució del Congrés, però el delicat procés constitucional es va veure interromput per Guillem I. El rei dels Països Baixos va revocar la seva decisió inicial del 2 d'agost de llançar la invasió coneguda com la Campanya dels Deu Dies. L'exèrcit belga va ser derrotat, però els bataus ja feien camí a Brussel·les, on es van aturar i van rebre la notícia de la intervenció d'una força expedicionària francesa, encapçalada pel mariscal Gérard.

## Ministre de l'Interior al govern Mûelenaere
Meylandt va ser ministre de l'Interior des de 1831 fins al 1832, amb el govern de Félix de Mûelenaere. El rei va fer una crida a formar un govern, després que el govern de Charles Rogier va renunciar per un desacord entre Rogier i Évain.
El març de 1838 es té constància que els Països Baixos van ratificar el Tractat dels XXIV articles. Sylvain Van de Weyer, ambaixador a Londres, i Charles Le Hon, ambaixador a París, van confirmar la mala notícia. Llavors, el rei va envair Jules Van Praet i Étienne de Gerlache a Londres per negociar-ho, però va ser en va. El Comte Theux finalment va acceptar aquesta realitat, però el seu gabinet estigué dividit, ja que alguns ministres estaven disposats a presentar-ho com una amenaça militar. Amb el temps, però, hi renunciarien. L'única concessió a Bèlgica va ser que la Conferència de Londres acordés que la participació de Bèlgica en el deute dels Països Baixos fos de 5.400 milions de florins, en lloc de 8.400 milions. Llavors, els ministres restants, de Theux, Nothomb i Willmar, van defensar sols davant les Càmeres parlamentàries la ratificació del Tractat dels articles XXIV, que en última instància va rebre 58 vots en contra. L'abril de 1840 el govern va ser destituït pel Parlament i el 1846 es va formar un nou govern que reunia els catòlics i els liberals. Aquests darrers ho van rebutjar i es va formar un govern compost en la seva totalitat pels catòlics, però amb l'aplicació d'una política unionista del 1847, el govern es va dissoldre. Va ser, encara, president executiu entre 1871 i 1874, tot i que Jules Malou n'era el líder efectiu.
Posteriorment fou nomenat Ministre d'Estat de Bèlgica.